# گریگوری نازیانزنوس
گریگوری نازیانزنوس (یونانی: Γρηγόριος ὁ Ναζιανζηνός؛ ۳۳۰ – ۲۵ ژانویهٔ ۰۳۹۰) یک قدیس مسیحی و اسقف اعظم کنستانتینوپل بود.